# Biegi narciarskie na Mistrzostwach Świata w Narciarstwie Klasycznym 2001
Zawody w biegach narciarskich na XXX Mistrzostwach świata w narciarstwie klasycznym odbyły się w dniach 15-25 lutego 2001 w fińskim mieście Lahti. Po raz pierwszy w programie mistrzostw świata pojawił się sprint, zarówno kobiet jak i mężczyzn. W klasyfikacji medalowej zwyciężyła reprezentacja Norwegii, której zawodnicy zdobyli 8, w tym 4 złote, w srebrne i w brązowe. Najwięcej medali zdobyli jednak Rosjanie, 10, w tym: 1 złoty, 3 srebrne i 6 brązowych.
Jari Isometsä, Janne Immonen, Harri Kirvesniemi, Mika Myllylä, Virpi Kuitunen oraz Milla Jauho zostali złapani na stosowaniu dopingu. W następstwie tego Finowie utracili medale w konkurencjach biegu drużynowego mężczyzn i kobiet oraz biegu łączonego mężczyzn (krążek utracił Isometsä).

## Zestawienie medalistów
| Konkurencja            | Data           | Złoto                                                                           | Czas            | Srebro                                                                         | Czas            | Brąz                                                                               | Czas            |
| Bieg na 15 km mężczyzn | 15 lutego 2001 | Per Elofsson                                                                    | 39:26,0         | Mathias Fredriksson                                                            | 39:42,5         | Odd-Bjørn Hjelmeset                                                                | 39:49,3         |
| Bieg na 15 km kobiet   | 15 lutego 2001 | Bente Skari                                                                     | 43:54,8         | Olga Daniłowa                                                                  | 44:02,5         | Kaisa Varis                                                                        | 44:57,5         |
| Bieg łączony mężczyzn  | 17 lutego 2001 | Per Elofsson                                                                    | 34:49,7         | Johann Mühlegg                                                                 | 35:00,9         | Witalij Dienisow                                                                   | 35:03,9         |
| Bieg łączony kobiet    | 18 lutego 2001 | Virpi Kuitunen                                                                  | 28:06,1         | Łarisa Łazutina                                                                | 28:08,9         | Olga Daniłowa                                                                      | 28:09,3         |
| Bieg na 30 km mężczyzn | 19 lutego 2001 | Andrus Veerpalu                                                                 | 1:14:17,9       | Frode Estil                                                                    | 1:14:18,1       | Michaił Iwanow                                                                     | 1:14:49,1       |
| Bieg na 10 km kobiet   | 20 lutego 2001 | Bente Skari                                                                     | 26:55,5         | Olga Daniłowa                                                                  | 27:08,4         | Łarisa Łazutina                                                                    | 27:27,0         |
| Sprint mężczyzn        | 21 lutego 2001 | Tor Arne Hetland                                                                | 3.14,1          | Cristian Zorzi                                                                 | 3.14,9          | Håvard Solbakken                                                                   | 3.15,6          |
| Sprint kobiet          | 21 lutego 2001 | Pirjo Manninen                                                                  | 3.41,5          | Kati Sundqvist                                                                 | 3.43,1          | Julija Czepałowa                                                                   | 3.43,5          |
| Sztafeta mężczyzn      | 22 lutego 2001 | Norwegia Frode Estil · Odd-Bjørn Hjelmeset · Thomas Alsgaard · Tor Arne Hetland | 1:36:42,0       | Szwecja Urban Lindgren · Mathias Fredriksson · Magnus Ingesson · Per Elofsson  | 1:37:24,7       | Niemcy Jens Filbrich · Andreas Schlütter · Ron Spanuth · René Sommerfeldt          | 1:37:30,0       |
| Sztafeta kobiet        | 23 lutego 2001 | Rosja Olga Daniłowa · Łarisa Łazutina · Julija Czepałowa · Nina Gawriluk        | 53:01,6         | Norwegia Anita Moen · Bente Skari · Elin Nilsen · Hilde Gjermundshaug Pedersen | 54:01,9         | Włochy Gabriella Paruzzi · Sabina Valbusa · Cristina Paluselli · Stefania Belmondo | 54:23,3         |
| Bieg na 50 km mężczyzn | 25 lutego 2001 | Johann Mühlegg                                                                  | 2:05:27,2       | René Sommerfeldt                                                               | 2:07:23,4       | Siergiej Krianin                                                                   | 2:07:28,4       |
| Bieg na 30 km kobiet   | 25 lutego 2001 | Zawody odwołane                                                                 | Zawody odwołane | Zawody odwołane                                                                | Zawody odwołane | Zawody odwołane                                                                    | Zawody odwołane |

## Wyniki zawodów

### Mężczyźni

#### Sprint techniką dowolną
- Data 21 lutego 2001

| złoto  | Tor Arne Hetland      | Norwegia  | 3.14,1  |
| srebro | Cristian Zorzi        | Włochy    | 3.14,9  |
| brąz   | Håvard Solbakken      | Norwegia  | 3.15,6  |
| 4      | Ari Palolahti         | Finlandia | Finał A |
| 5      | Anders Högberg        | Szwecja   | Finał B |
| 6      | Peter Schlickenrieder | Niemcy    | Finał B |
| 7      | Silvio Fauner         | Włochy    | Finał B |
| 8      | René Sommerfeldt      | Niemcy    | Finał B |
| . . .  |                       |           |         |
| 17     | Janusz Krężelok       | Polska    |         |

#### 15 km techniką klasyczną
- Data 15 lutego 2001

| złoto  | Per Elofsson        | Szwecja   | 39:26,0 |
| srebro | Mathias Fredriksson | Szwecja   | 39:42,5 |
| brąz   | Odd-Bjørn Hjelmeset | Norwegia  | 39:49,3 |
| 4      | Harri Kirvesniemi   | Finlandia | 40:06,3 |
| 5      | Andrus Veerpalu     | Estonia   | 40:06,5 |
| 6      | Frode Estil         | Norwegia  | 40:21,1 |
| 7      | Anders Aukland      | Norwegia  | 40:25,5 |
| 8      | Johann Mühlegg      | Hiszpania | 40:26,1 |
| 9      | Magnus Ingesson     | Szwecja   | 40:36,7 |
| 10     | Jaak Mae            | Estonia   | 40:41,0 |
| . . .  |                     |           |         |
| 45     | Janusz Krężelok     | Polska    | 43:55,1 |

#### Bieg łączony 2 × 10 km
- Data 17 lutego 2001

| złoto  | Per Elofsson          | Szwecja       | 34:49,7 |
| srebro | Johann Mühlegg        | Hiszpania     | 35:00,9 |
| brąz   | Witalij Dienisow      | Rosja         | 35:03,9 |
| 4      | Mathias Fredriksson   | Szwecja       | 35:06,6 |
| 5      | Thomas Alsgaard       | Norwegia      | 35:08,3 |
| 6      | Markus Hasler         | Liechtenstein | 35:08,7 |
| 7      | Tor Arne Hetland      | Norwegia      | 35:16,2 |
| 8      | Fulvio Valbusa        | Włochy        | 35:25,8 |
| 9      | Pietro Piller Cottrer | Włochy        | 35:28,3 |
| 10     | Kristen Skjeldal      | Norwegia      | 35:29,4 |
| . . .  |                       |               |         |
| 35     | Janusz Krężelok       | Polska        | 49:36,9 |

- Fiński biegacz Jari Isometsä, który zajął w tym biegu drugie miejsce został zdyskwalifikowany za stosowanie dopingu.

#### 30 km techniką klasyczną
- Data 19 lutego 2001

| Medal  | Zawodnik            | Narodowość | Wynik     |
| ------ | ------------------- | ---------- | --------- |
| złoto  | Andrus Veerpalu     | Estonia    | 1:14:17,9 |
| srebro | Frode Estil         | Norwegia   | 1:14:18,1 |
| brąz   | Michaił Iwanow      | Rosja      | 1:14:49,1 |
| 4      | Erling Jevne        | Norwegia   | 1:14:57,2 |
| 5      | Odd-Bjørn Hjelmeset | Norwegia   | 1:15:15,7 |
| 6      | Mathias Fredriksson | Szwecja    | 1:15:21,5 |
| 7      | Fabio Maj           | Włochy     | 1:15:21,6 |
| 8      | Harri Kirvesniemi   | Finlandia  | 1:15:24,5 |
| 9      | Anders Aukland      | Norwegia   | 1:15:29,6 |
| 10     | Janne Immonen       | Finlandia  | 1:15:52,4 |

#### 50 km techniką klasyczną
- Data 25 lutego 2001

| Medal  | Zawodnik              | Narodowość | Wynik     |
| ------ | --------------------- | ---------- | --------- |
| złoto  | Johann Mühlegg        | Hiszpania  | 2:05:27,2 |
| srebro | René Sommerfeldt      | Niemcy     | 2:07:23,4 |
| brąz   | Siergiej Krianin      | Rosja      | 2:07:28,4 |
| 4      | Andriej Nutrichin     | Rosja      | 2:08:30,3 |
| 5      | Christian Hoffmann    | Austria    | 2:08:50,5 |
| 6      | Per Elofsson          | Szwecja    | 2:08:51,9 |
| 7      | Władimir Wilisow      | Rosja      | 2:09:26,9 |
| 8      | Pietro Piller Cottrer | Włochy     | 2:09:52,0 |
| 9      | Aleksiej Prokurorow   | Rosja      | 2:10:09,7 |
| 10     | Kristen Skjeldal      | Norwegia   | 2:10:12,1 |

#### Sztafeta 4 × 10 km
- Data 22 lutego 2001

| Medal  | Zawodnik                                                           | Narodowość | Wynik     |
| ------ | ------------------------------------------------------------------ | ---------- | --------- |
| złoto  | Frode Estil Odd-Bjørn Hjelmeset Thomas Alsgaard Tor Arne Hetland   | Norwegia   | 1:36:42,0 |
| srebro | Urban Lindgren Mathias Fredriksson Magnus Ingesson Per Elofsson    | Szwecja    | 1:37:24,7 |
| brąz   | Jens Filbrich Andreas Schlütter Ron Spanuth René Sommerfeldt       | Niemcy     | 1:37:30,0 |
| 4      | Witalij Dienisow Michaił Iwanow Nikołaj Bolszakow Władimir Wilisow | Rosja      | 1:38:02,2 |
| 5      | Gerhard Urain Michaił Botwinow Achim Walcher Christian Hoffmann    | Austria    | 1:38:15,8 |
| 6      | Fulvio Valbusa Fabio Maj Pietro Piller Cottrer Cristian Zorzi      | Włochy     | 1:38:50,6 |
| 7      | Andrus Veerpalu Jaak Mae Meelis Aasmäe Indrek Tobreluts            | Estonia    | 1:40:17,5 |
| 8      | Reto Burgermeister Patrick Mächler Gion-Andrea Bundi Patrick Rölli | Szwajcaria | 1:40:45,7 |

- Bieg wygrała drużyna fińska, która została zdyskwalifikowana po wykryciu środków dopingujących we krwi Janne Immonena. Polacy nie startowali.

### Kobiety

#### Sprint techniką klasyczną
- Data 21 lutego 2001

| złoto  | Pirjo Manninen     | Finlandia | 3.41,5  |
| srebro | Kati Sundqvist     | Finlandia | 3.43,1  |
| brąz   | Julija Czepałowa   | Rosja     | 3.43,5  |
| 4      | Sabina Valbusa     | Włochy    | Finał A |
| 5      | Nina Gawriluk      | Rosja     | Finał B |
| 6      | Jelena Buruchina   | Rosja     | Finał B |
| 7      | Anita Moen         | Norwegia  | Finał B |
| 8      | Elina Pienimäki    | Finlandia | Finał B |
| . . .  |                    |           |         |
| 43     | Magdalena Oleksiuk | Polska    |         |

#### 10 km techniką klasyczną
- Data 20 lutego 2001

| złoto  | Bente Skari          | Norwegia  | 26:55,5 |
| srebro | Olga Daniłowa        | Rosja     | 27:08,4 |
| brąz   | Łarisa Łazutina      | Rosja     | 27:27,0 |
| 4      | Stefania Belmondo    | Włochy    | 27:40,5 |
| 5      | Virpi Kuitunen       | Finlandia | 27:43,4 |
| 6      | Hilde G. Pedersen    | Norwegia  | 27:56,3 |
| 7      | Kaisa Varis          | Finlandia | 28:03,1 |
| 8      | Swietłana Nagiejkina | Rosja     | 28:22,5 |
| 9      | Milla Jauho          | Finlandia | 28:24,8 |
| 10     | Olga Zawjałowa       | Rosja     | 28:25,6 |
| . . .  |                      |           |         |
| 41     | Dorota Kwaśny        | Polska    | 30:06,6 |

#### Bieg łączony 2 × 5 km
- Data 18 lutego 2001

| złoto  | Virpi Kuitunen    | Finlandia | 28:06,1 |
| srebro | Łarisa Łazutina   | Rosja     | 28:08,9 |
| brąz   | Olga Zawjałowa    | Rosja     | 28:09,3 |
| 4      | Stefania Belmondo | Włochy    | 28:23,9 |
| 5      | Bente Skari       | Norwegia  | 28:24,9 |
| 6      | Kaisa Varis       | Finlandia | 28:26,2 |
| 7      | Julija Czepałowa  | Rosja     | 28:39,6 |
| 8      | Nina Gawriluk     | Rosja     | 28:42,8 |
| 9      | Milla Jauho       | Finlandia | 28:50,1 |
| 10     | Sabina Valbusa    | Włochy    | 29:15,3 |
| . . .  |                   |           |         |
| 16     | Dorota Kwaśny     | Polska    | 29:55,6 |

#### 15 km techniką klasyczną
- Data 15 lutego 2001

| złoto  | Bente Skari         | Norwegia  | 43:54,8 |
| srebro | Olga Daniłowa       | Rosja     | 44:02,5 |
| brąz   | Kaisa Varis         | Finlandia | 44:57,5 |
| 4      | Hilde G. Pedersen   | Norwegia  | 45:20,4 |
| 5      | Virpi Kuitunen      | Finlandia | 45:25,7 |
| 6      | Milla Jauho         | Finlandia | 45:39,1 |
| 7      | Łarisa Łazutina     | Rosja     | 45:51,7 |
| 8      | Stefania Belmondo   | Włochy    | 46:08,4 |
| 9      | Kateřina Neumannová | Czechy    | 46:09,7 |
| 10     | Julija Czepałowa    | Rosja     | 46:09,8 |
| . . .  |                     |           |         |
| 33     | Dorota Kwaśny       | Polska    | 48:41,4 |

#### 30 km techniką dowolną
- Data 25 lutego 2001
  - Bieg został odwołany.

#### Sztafeta 4 × 5 km
- Data 23 lutego 2001

| Medal  | Zawodniczka                                                            | Narodowość | Wynik   |
| ------ | ---------------------------------------------------------------------- | ---------- | ------- |
| złoto  | Olga Daniłowa Łarisa Łazutina Julija Czepałowa Nina Gawriluk           | Rosja      | 53:01,6 |
| srebro | Anita Moen Bente Skari Elin Nilsen Hilde G. Pedersen                   | Norwegia   | 54:01,9 |
| brąz   | Gabriella Paruzzi Sabina Valbusa Cristina Paluselli Stefania Belmondo  | Włochy     | 54:23,3 |
| 4      | Viola Bauer Manuela Henkel Claudia Künzel Evi Sachenbacher             | Niemcy     | 55:44,5 |
| 5      | Carin Holmberg Elin Ek Mariana Handler Jenny Olsson                    | Szwecja    | 55:47,0 |
| 6      | Beckie Scott Milaine Thériault Jaime Fortier Sara Renner               | Kanada     | 55:47,4 |
| 7      | Andrea Huber Laurence Rochat Natascia Leonardi-Cortesi Seraina Mischol | Szwajcaria | 56:18,5 |
| 8      | Jana Saldová Kamila Rajdlová Helena Balatková Zuzana Kocumová          | Czechy     | 56:18,6 |

- W biegu tym drużyna fińska zajęła drugie miejsce jednak została zdyskwalifikowana po wykryciu środków dopingujących we krwi Virpi Kuitunen. Polki nie startowały.

## Klasyfikacja medalowa
| #  | Reprezentacja | złoto | srebro | brąz | Razem |
| -- | ------------- | ----- | ------ | ---- | ----- |
| 1. | Norwegia      | 4     | 2      | 2    | 8     |
| 2. | Szwecja       | 2     | 2      | 0    | 4     |
| 3. | Finlandia     | 2     | 1      | 1    | 4     |
| 4. | Rosja         | 1     | 3      | 6    | 10    |
| 5. | Hiszpania     | 1     | 1      | 0    | 2     |
| 6. | Estonia       | 1     | 0      | 0    | 1     |
| 7. | Niemcy        | 0     | 1      | 1    | 2     |
| 7. | Włochy        | 0     | 1      | 1    | 2     |